# 환상수호전 IV
《환상수호전 IV》(일본어: 幻想水滸伝IV)는 코나미 컴퓨터 엔터테인먼트 도쿄가 개발하고 코나미가 배급한 2004년 롤플레잉 비디오 게임이다. 《환상수호전》 시리즈의 네 번째 본편으로, 플레이스테이션 2 플랫폼으로 개발돼 일본서 2004년 8월 19일 처음 출시됐다. 영어판 제목은 《수호전 IV》(영어: Suikoden IV)이다.
《환상수호전 IV》은 《환상수호전 I》으로부터 약 150년 전의 이야기를 다루며, 섬들로 이뤄진 나라 군도국가연합이 무대로 주인공은 라즈릴 해군사관학교의 수료생 '라즐로'이다. 군도국가연합을 둘러싼 국가간의 분쟁이 주사건이며, 그 외에 27진문장 중 하나이나 사용자의 생명을 매개로 힘을 사용하며 사망시 다른 이에게 힘이 전가되는 독특한 성질의 문장 '벌의 문장'이 게임 내 갈등의 주축을 이루는 소재이다.
2005년, 《환상수호전 IV》의 세계에 기반한 외전 《랩소디아》가 출시됐다.

## 반응
《환상수호전 IV》는 리뷰 애그리게이터 웹사이트 메타크리틱에서 64/100점을 기록해 "복합적 및 평균적인 평가"를 받았다. 일본 잡지 〈패미통〉은 40점 만점에 30점(8, 7, 8, 7점)을 매겼다.

### 흥행
《환상수호전 IV》는 2004년 말까지 303,609장의 판매고를 올렸다. 이는 같은 기간동안의 《환상수호전 III》 판매량 377,729장보다 하락한 수치였다.